# Giulio Segni
Pour les articles homonymes, voir Segni (homonymie).
Giulio Segni, dit aussi Julio Segni, Julio da Modena, ou encore Biondin, né en 1498 à Modène et décédé le 23 janvier 1561 à Rome, est un compositeur, claveciniste, organiste italien de la Renaissance. Son jeu talentueux des claviers (orgue, clavecin) est particulièrement reconnu par ses contemporains. Quant à ses compositions, très peu nous sont parvenues.

## Biographie
Né vers 1498, on sait des premières années de Segni qu'il a étudié le chant avec Antonio Bidon da Asti, puis que Giacomo Fogliano lui a enseigné l'orgue de 1512 à 1514.
Segni séjourne ensuite à Rome, puis à Venise de 1530 à 1532, en tant que premier organiste à la Basilique Saint-Marc. 
Il retourne ensuite à Rome, certainement vers 1535. Il est au service du cardinal Guido Ascanio Sforza di Santa Fiora, sans doute jusqu'à sa mort en 1561.
Son jeu au clavier était particulièrement reconnu par ses contemporains.

## Œuvre
Les compositions de Segni sont principalement parues entre 1540 et 1548, mais ne nous sont parvenues que très partiellement.
On compte notamment 13 ricercare.
Certains de ses ricercare nous sont également connus par leurs adaptations en tablatures pour luths, les œuvres originales étant perdues.